# Tall Kafdżi
Tall Kafdżi (arab. تل كيفجي) – wieś w Syrii, w muhafazie Al-Hasaka. W 2004 roku liczyła 181 mieszkańców.